# Nadeldrucker

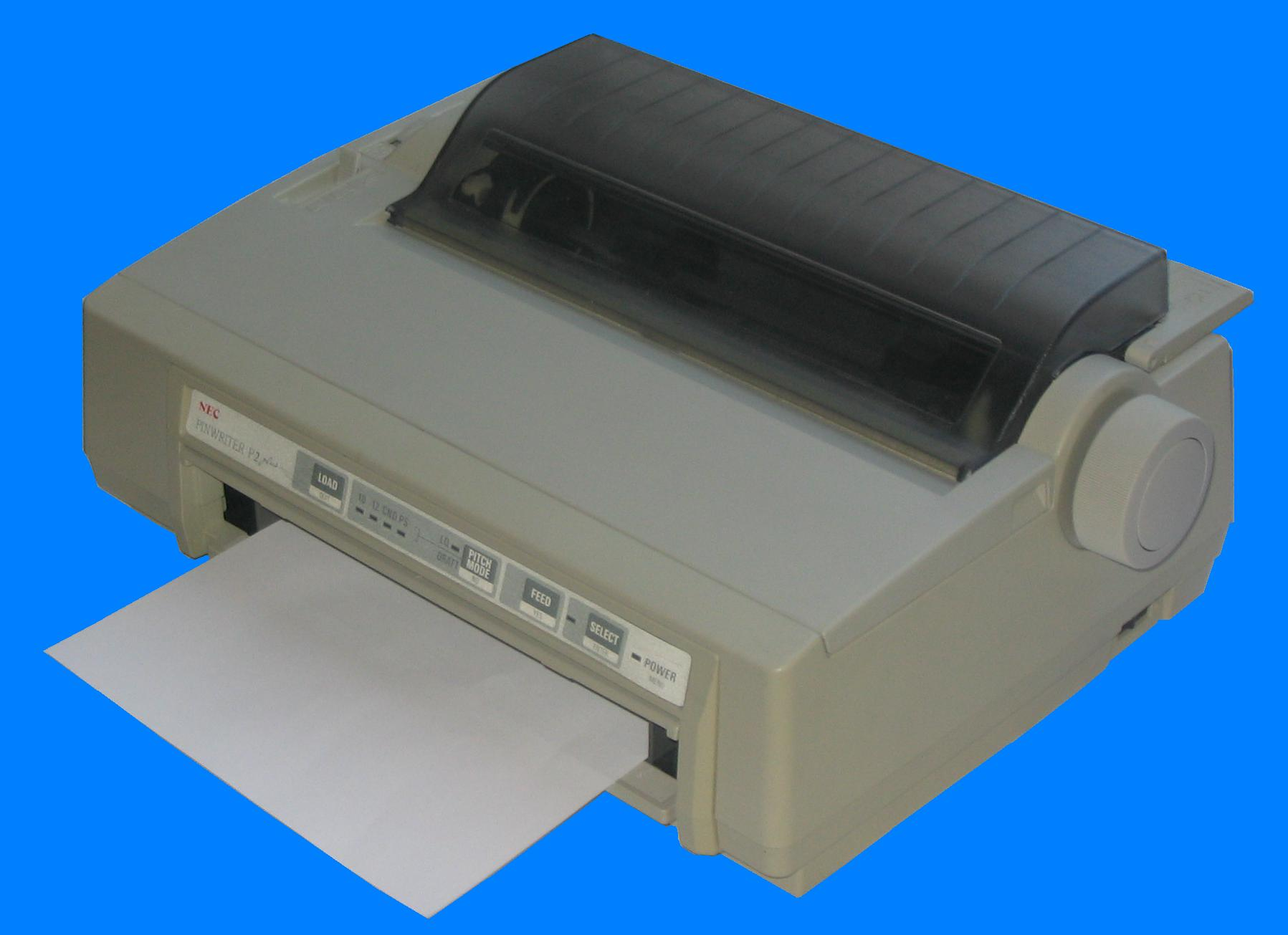
Ein NEC 24-Nadeldrucker von 1989, der Papiereinzug ist vorne

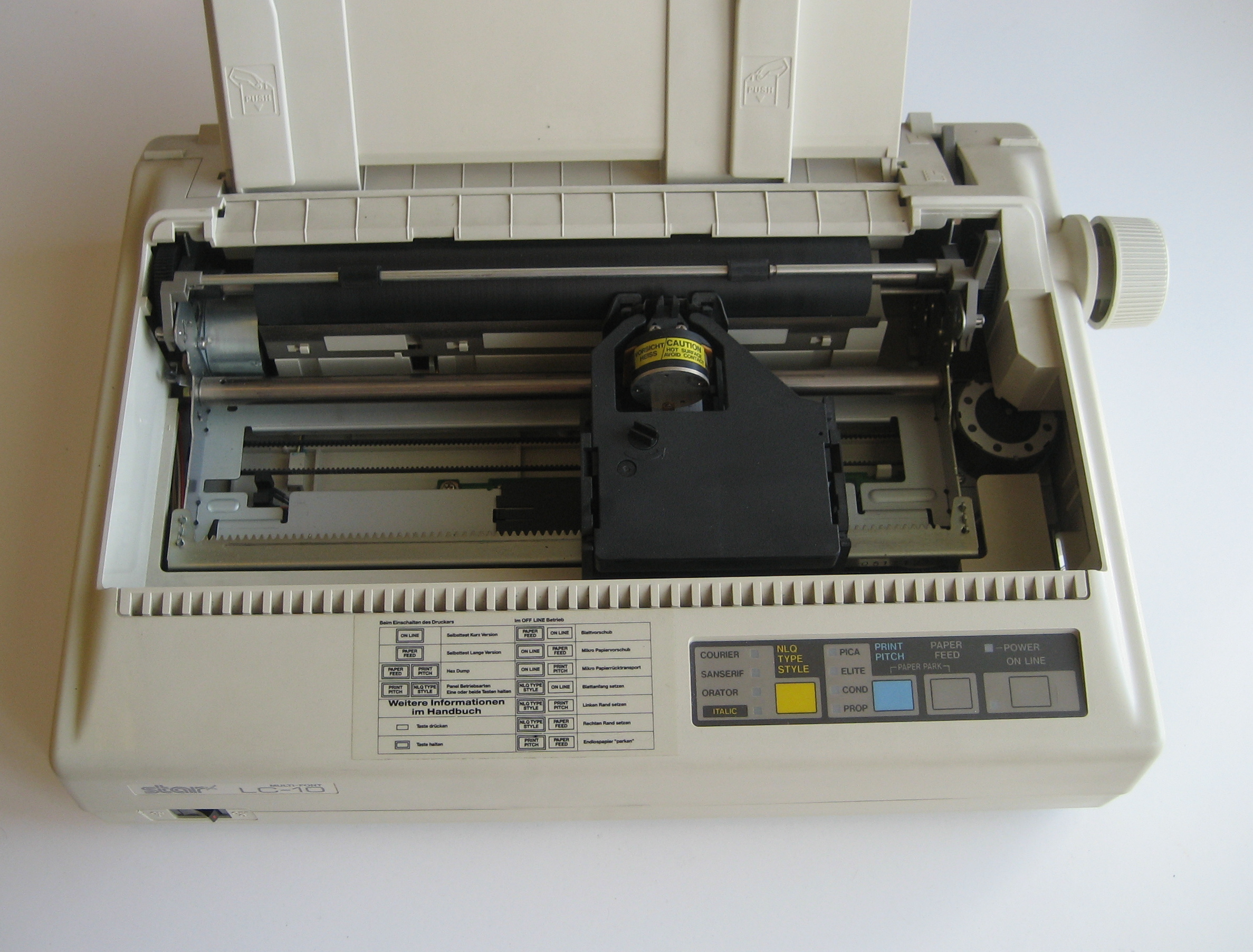
Star LC-10 Matrixdrucker aus den 1980er Jahren

Ein Nadeldrucker ist ein Computerdrucker, der beim Druckvorgang eine Reihe einzeln angesteuerter Nadeln auf ein – meist schwarzes – Farbband schlägt und dadurch die andere Seite des Farbbands jeweils punktuell mit dem Papier in druckenden Kontakt bringt. Ein gedrucktes Zeichen besteht jeweils aus einer Vielzahl solcher Farbpunkte.
Nadeldrucker waren in den 1980er Jahren im Heim- und Kleinbürobereich (SOHO) weit verbreitet und wurden später durch Tintenstrahl- und Laserdrucker verdrängt, sind aber immer noch vereinzelt anzutreffen (Arztpraxen, Fahrkartendrucker). Insgesamt gelten sie wegen ihres hohen Geräuschpegels und ihrer geringen Auflösung als nicht mehr zeitgemäß, werden aber als Nischenprodukt (z. B. für Durchschläge und Lieferscheine im Transport- und Logistikbereich) noch verwendet und auch noch produziert.
Zwischen 1952 und 1954 reichte Fritz Karl Preikschat fünf Patente für seine Erfindung eines Fernschreibers mit 7 Drucknadeln für ein 7x5-Punktraster ein. Das Gerät wurde 1956 von seinem damaligen Arbeitgeber, der Telefonbau und Normalzeit GmbH (TuN) der Deutschen Bundespost angeboten, die jedoch kein Interesse zeigten. Bevor Preikschat 1957 in die USA emigrierte, verkaufte er die Verwertungsrechte für alle Länder außer den USA an die TuN.
Als kommerzielles Produkt wurde der Nadeldrucker 1968 von dem japanischen Unternehmen OKI eingeführt und als OKI Wiredot bezeichnet. 2013 erhielt OKI dafür von der Information Processing Society of Japan (IPSJ) das Prädikat „Technologisch wertvolles Erbe“.

## Klassifizierung
Ein Nadeldrucker gehört wie der Typenraddrucker, zu den Impact-Druckern (Englisch impact „Einschlag, Aufprall“), weil beim Druckvorgang physischer Druck ausgeübt wird. Es können also auch Durchschläge hergestellt werden. Da das Druckbild aus einer Matrix von Punkten zusammengesetzt wird, zählt er, wie die meisten anderen Druckertypen, zu den Matrixdruckern.

## Die Technik

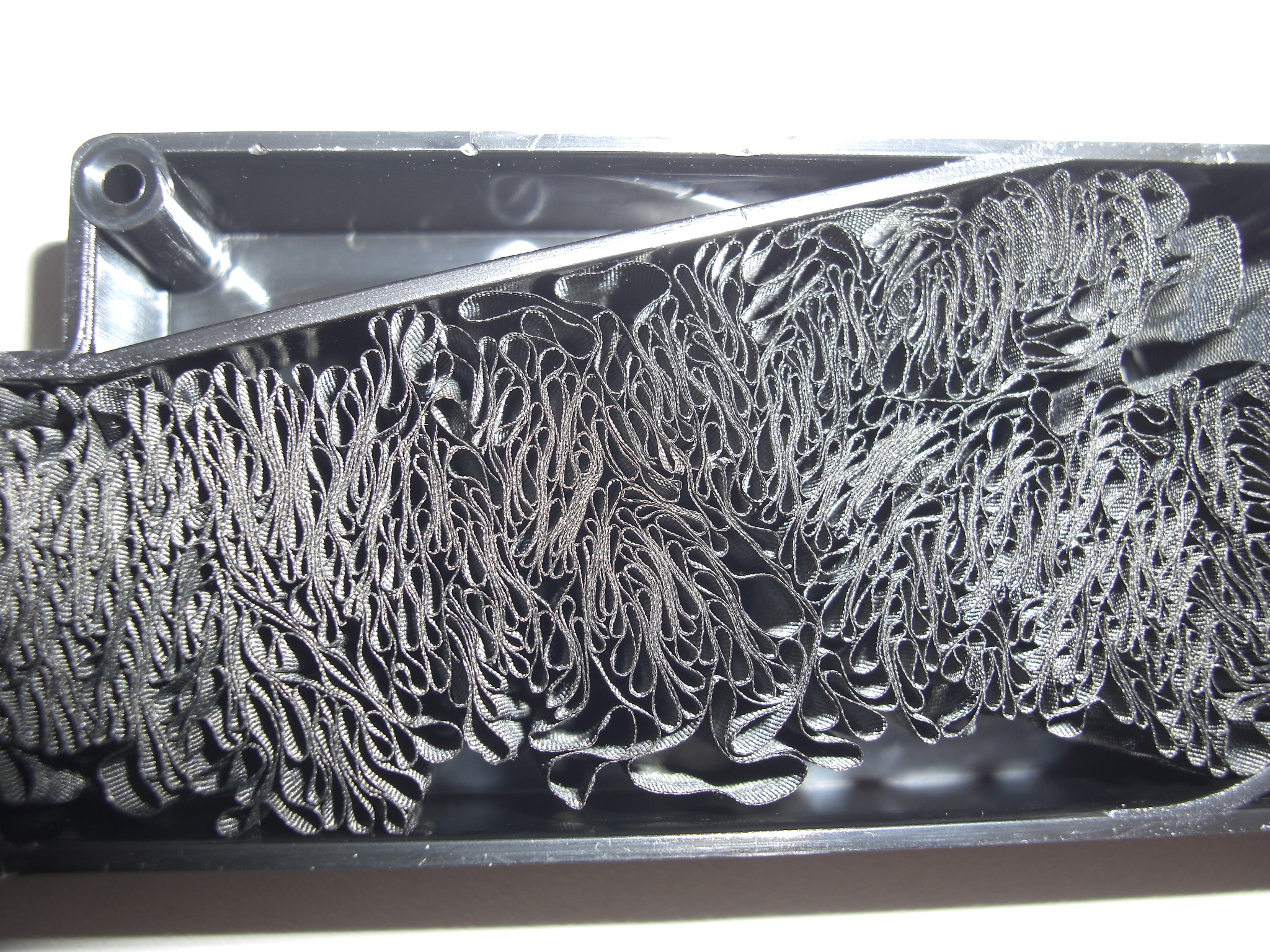
Geöffnete Farbbandkassette ERC-38 aus einem Bondrucker (EPSON TM-U210)

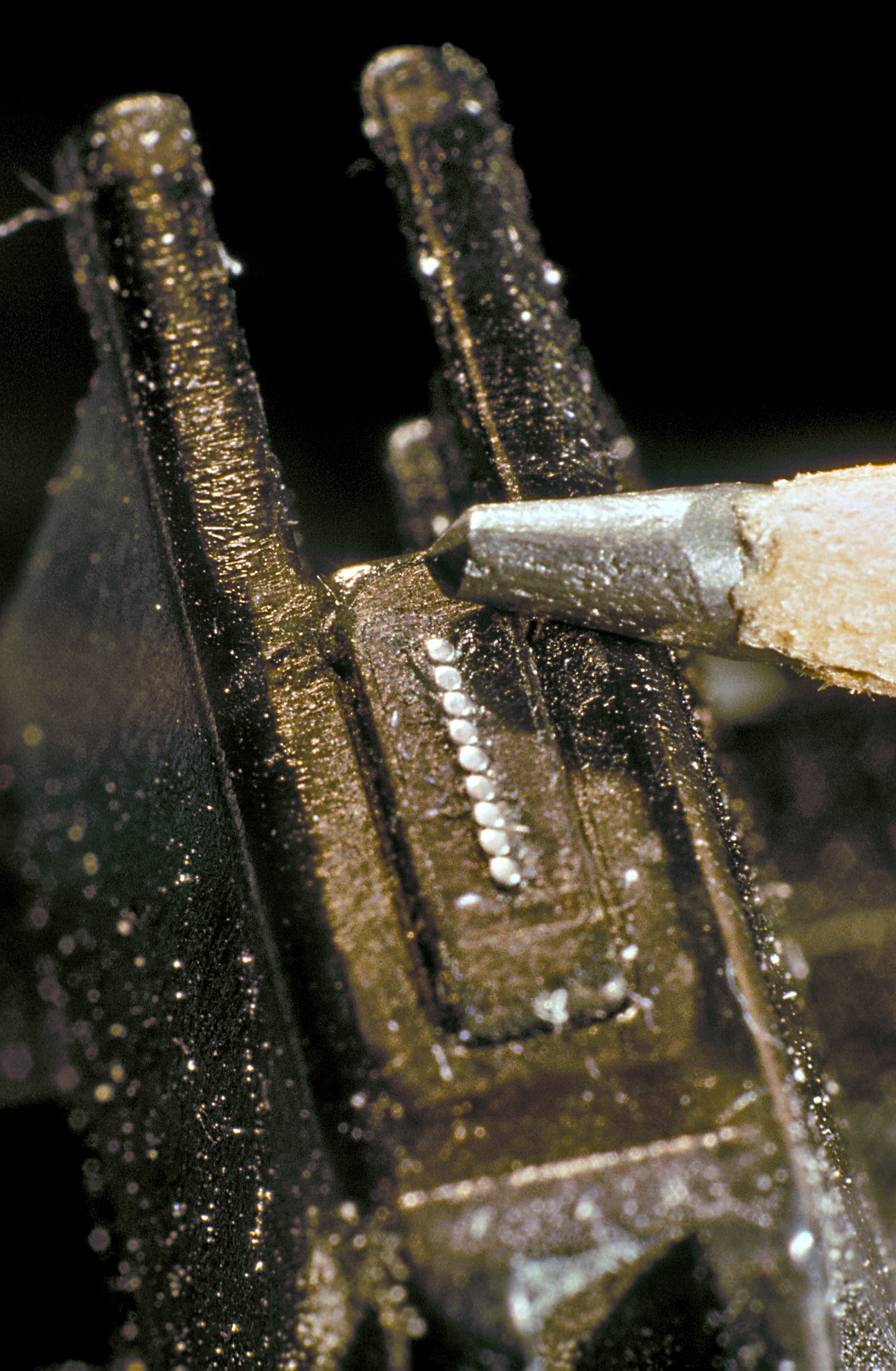
Druckkopf eines 9-Nadeldruckers (Star NL 10)

Das Prinzip des Nadeldruckers

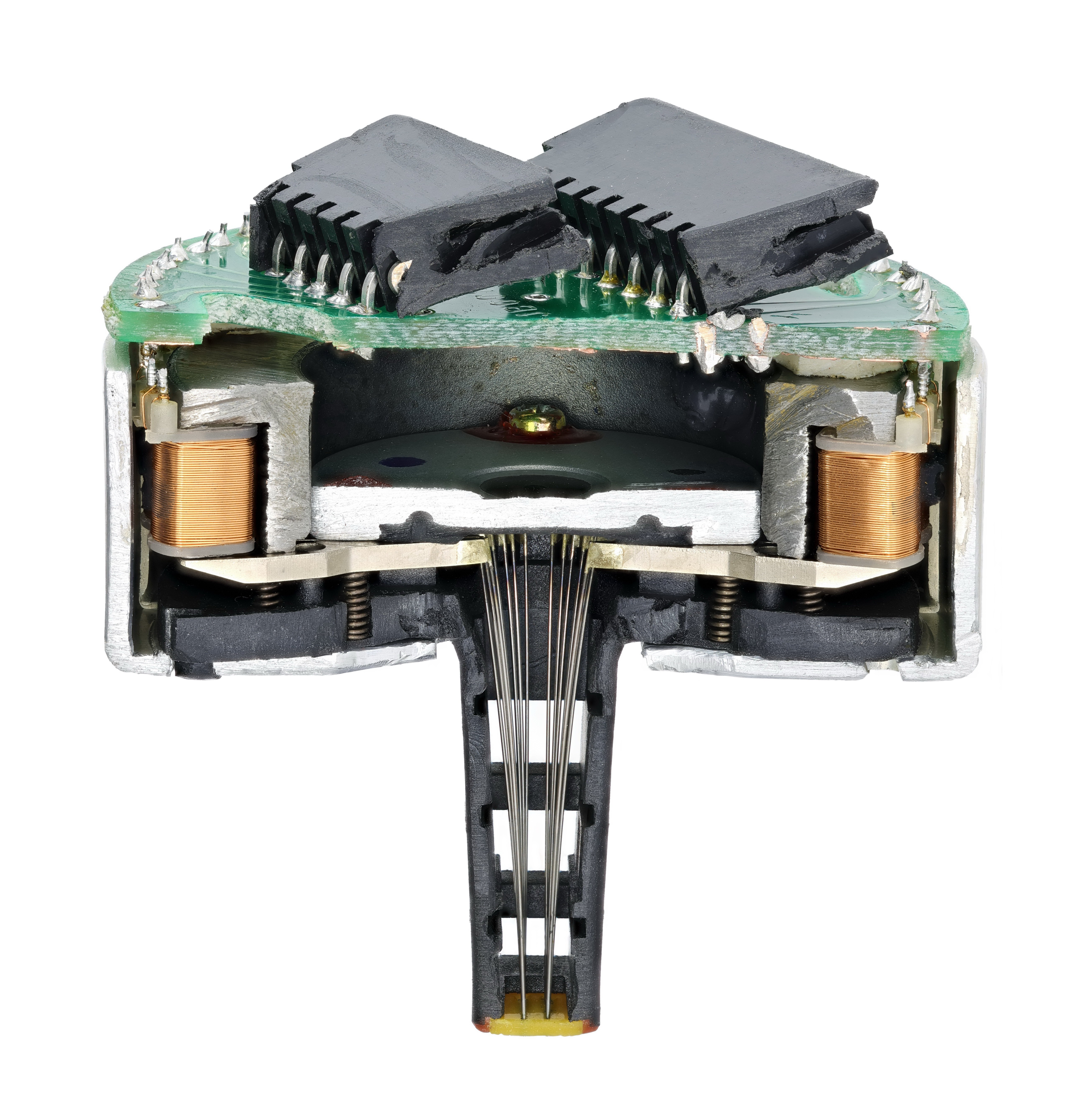
Tally Genicom T2240, 24-Nadel-Drucker – Querschnitt des Druckerkopfes

Beim Druckvorgang schlagen einzeln angesteuerte Nadeln (7, 8, 9, 12, 18, 24, 36 oder 48 Stück) auf ein Farbband zwischen Papier und Druckkopf, wodurch die Bildpunkte abgebildet werden, aus denen sich die Zeichen zusammensetzen. Je höher die Anzahl der Nadeln ist, desto enger können die Punkte gesetzt werden und desto besser wird das Druckbild. Mit dieser Technik erreicht man je nach Typ und Druckqualität bei Geräten mit beweglichem Druckkopf eine Druckgeschwindigkeit zwischen 30 und 1550 Zeichen pro Sekunde (auch CPS für Characters per second), bei sogenannten Zeilendruckern mit feststehender Druckzeile auch bis zu 1000 Zeichen pro Sekunde. Jedoch verringert sich die Qualität der Durchschläge mit höherer Nadelanzahl. Daher werden bei Anwendungen mit bis zu sechs Durchschlägen oft noch Neun-Nadel-Drucker eingesetzt.

## Druckmodi

### Draft
Im Draft-Modus (deutsch Entwurfsmodus) wird der Druckkopf mit hoher Geschwindigkeit bewegt. Die verwendeten Raster der Schriftart haben üblicherweise 12×9 Punkte (9-Nadel-Drucker) bzw. 18×24 Punkte (24-Nadel-Drucker). Es gibt aber massive Einschränkungen betreffs des Abstands von aktivierten Nadel, der bei 2 (9-Nadel-Drucker) bzw. 3 (24-Nadel-Drucker) liegt. Dadurch ist das Druckbild sehr grob und sehr hell.
| . | . | . | . | . | . | . | . | . | . | . | . | . | . | . | . | . | . | . | . | . | . | . | . |  |
| . | . | . | . | . | . | . | . | . | . | . | . | . | . | . | . | . | . | . | . | . | . | . | . |  |
| . | . | . | . | . | . | . | . | . | . | . | . | . | . | . | . | . | . | . | . | . | . | . | . |  |
| . | . | . | . | . | . | . | . | . | . | . | . | . | . | . | . | . | . | . | . | . | . | . | . |  |
| . | . | . | . | . | . | . | . | . | . | . | . | . | . | . | . | . | . | . | . | . | . | . | . |  |
| . | . | . | . | . | . | . | . | . | . | . | . | . | . | . | . | . | . | . | . | . | . | . | . |  |
| . | . | . | . | . | . | . | . | . | . | . | . | . | . | . | . | . | . | . | . | . | . | . | . |  |
| . | . | . | . | . | . | . | . | . | . | . | . | . | . | . | . | . | . | . | . | . | . | . | . | . | . | . | . | . | . | . | . | . | . | . | . | . | . | . | . | . | . | . | . | . | . |   |
| . | . | . | . | . | . | . | . | . | . | . | . | . | . | . | . | . | . | . | . | . | . | . | . | . | . | . | . | . | . | . | . | . | . | . | . | . | . | . | . | . | . | . | . | . | . |   |
| . | . | . | . | . | . | . | . | . | . | . | . | . | . | . | . | . | . | . | . | . | . | . | . | . | . | . | . | . | . | . | . | . | . | . | . | . | . | . | . | . | . | . | . | . | . |   |
| . | . | . | . | . | . | . | . | . | . | . | . | . | . | . | . | . | . | . | . | . | . | . | . | . | . | . | . | . | . | . | . | . | . | . | . | . | . | . | . | . | . | . | . | . | . | . |
| . | . | . | . | . | . | . | . | . | . | . | . | . | . | . | . | . | . | . | . | . | . | . | . | . | . | . | . | . | . | . | . | . | . | . | . | . | . | . | . | . | . | . | . | . | . |   |
| . | . | . | . | . | . | . | . | . | . | . | . | . | . | . | . | . | . | . | . | . | . | . | . | . | . | . | . | . | . | . | . | . | . | . | . | . | . | . | . | . | . | . | . | . | . |   |
| . | . | . | . | . | . | . | . | . | . | . | . | . | . | . | . | . | . | . | . | . | . | . | . | . | . | . | . | . | . | . | . | . | . | . | . | . | . | . | . | . | . | . | . | . | . |   |
Das Schriftbild ist dadurch nur zweckmäßig lesbar, die Geschwindigkeit des Ausdrucks aber sehr hoch und der Farbband-Verbrauch geringer.
Im nächst schnelleren Modus können mehr Nadeln gefeuert werden.
| . | . | . | . | . | . | . | . | . | . | . | . | . | . | . | . | . | . | . | . | . | . | . | . | . | . | . | . | . | . | . | . | . | . | . | . | . | . | . | . | . | . | . | . | . | . | . |
| . | . | . | . | . | . | . | . | . | . | . | . | . | . | . | . | . | . | . | . | . | . | . | . | . | . | . | . | . | . | . | . | . | . | . | . | . | . | . | . | . | . | . | . | . | . | . |
| . | . | . | . | . | . | . | . | . | . | . | . | . | . | . | . | . | . | . | . | . | . | . | . | . | . | . | . | . | . | . | . | . | . | . | . | . | . | . | . | . | . | . | . | . | . | . |
| . | . | . | . | . | . | . | . | . | . | . | . | . | . | . | . | . | . | . | . | . | . | . | . | . | . | . | . | . | . | . | . | . | . | . | . | . | . | . | . | . | . | . | . | . | . | . |
| . | . | . | . | . | . | . | . | . | . | . | . | . | . | . | . | . | . | . | . | . | . | . | . | . | . | . | . | . | . | . | . | . | . | . | . | . | . | . | . | . | . | . | . | . | . | . |
| . | . | . | . | . | . | . | . | . | . | . | . | . | . | . | . | . | . | . | . | . | . | . | . | . | . | . | . | . | . | . | . | . | . | . | . | . | . | . | . | . | . | . | . | . | . | . |
| . | . | . | . | . | . | . | . | . | . | . | . | . | . | . | . | . | . | . | . | . | . | . | . | . | . | . | . | . | . | . | . | . | . | . | . | . | . | . | . | . | . | . | . | . | . | . |
Typisch sind 200-400 cps. Manche Modelle verfügen über einen zusätzlichen High-Speed-Draft-Modus, welcher zwar nochmals schneller ist, aber auch ein noch schlechteres Druckergebnis liefert. In vielen Fällen ist der Kompromiss zwischen Geschwindigkeit und Lesbarkeit jedoch akzeptabel.

### NLQ
Im NLQ-Modus (Near Letter Quality, zu Deutsch nahezu Korrespondenzqualität) wird der Druckkopf mit halber Geschwindigkeit bewegt, um bei gleicher Anschlagfrequenz der Nadeln eine Verdopplung der waagerechten Auflösung zu erreichen. Am Ende der Zeile erfolgt ein Zeilenvorschub um ½ Nadeldurchmesser und die Zeile wird erneut gedruckt. Somit sind die Zwischenräume des Druckbildes nun ebenfalls aufgefüllt (Senkrechte Auflösung). Ein Ausdruck benötigt, verglichen mit dem Draft-Modus, bis zu viermal mehr Zeit. Eine mögliche Optimierung bietet hier das bidirektionale Druckverfahren.

### LQ

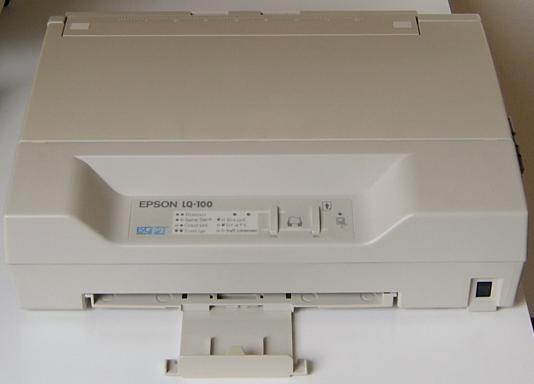
24-Nadel-Drucker Epson LQ-100, Druckgeschwindigkeit 200 Zeichen/s, Papiermagazin für 50 Einzelblätter, eingeführt 1992

Im LQ-Modus (Letter Quality) entspricht das Druckbild einer mit klassischen Verfahren hergestellten Seite, eben „Korrespondenzqualität“. Diese wurde zuvor nur von Schreibmaschinen oder Typenraddruckern erreicht, deren Schriftbild sich durch den Einsatz von Karbonbändern im Vergleich zu mit Tinte getränkten Textilbändern ebenfalls deutlich verbessert hatte. Heute erreicht jeder handelsübliche Laserdrucker eine solche Druckqualität. Mit einem Nadeldrucker wird diese Qualität durch eine sehr hohe Horizontalauflösung sowie sehr schnelles und präzises Ansteuern der Nadeln erreicht.
Man kann vereinfacht sagen: Je höher die Druckgeschwindigkeit, desto weniger Zeit steht für ein Druckzeichen zur Verfügung und umso niedriger wird die Druckqualität.

## Nadelanzahl
Die ersten Nadeldrucker arbeiteten nur mit 7 Nadeln und druckten alle Zeichen in einer 5×7-Matrix, z. B. der OKI Wiredot.
Damit war der Druck von Buchstaben mit Unterlängen (z. B. „g“ oder „j“) nur bedingt möglich.
Fettdruck wurde durch dreifaches Überdrucken erzeugt, Unterstreichungen durch einen halben Zeilenvorschub und das Drucken von Minuszeichen.
Die gesamte Druckerelektronik war zu diesen Zeiten komplett vom Rechner getrennt, die Verbindugung erfolgte über eine RS-232-Leitung.
Hatte der Drucker die Zeichen einer Zeile erhalten, druckte er selbstständig und unabhängig vom Hostrechner die Zeile aus.
Erste Drucker kannten nur eine begrenzte Anzahl von festprogrammierten druckbaren Zeichen sowie einige Steuerzeichen (Zeilenrücklauf, Zeilenvorschub, ein Zeichen zurück, Seitenvorschub),
später kamen grafikfähige Drucker dazu.
Daraus entwickelten sich die 8-Nadel-Drucker, 9-Nadel-Drucker, 18-Nadel-Drucker, 24-Nadel-Drucker und 48-Nadel-Drucker.
Bei den 18- und 24-Nadel-Drucker sind die Nadeln alternierend in zwei horizontal versetzten Reihen angeordnet. Die fett gesetzten Typen war die überwiegend anzutreffenden Typen.
Neben der Nadelzahl konnte die Qualität auf Kosten der Geschwindigkeit durch um halbe Nadeln versetzte Mehrfachdrucks verbessert werden.

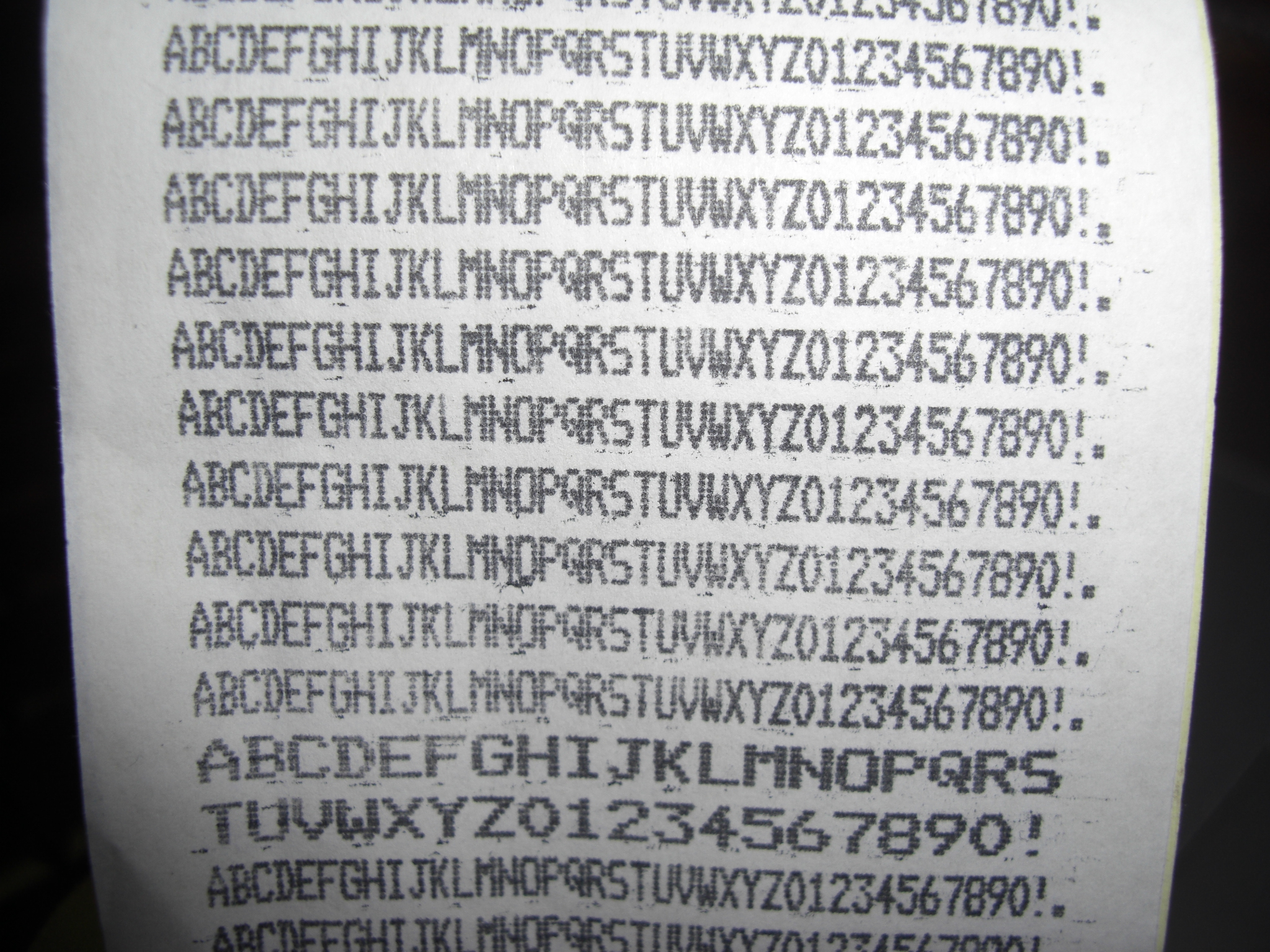
Schriftbild eines Bondruckers (CITIZEN CBM-910) mit nachgetränktem („nachgefülltem“) Farbband

Schriftbild eines Bondruckers (EPSON TM-U210) mit originalem Farbband

## Komplexe Druckersteuerung
Während erste Drucker nur einfach Text ausgeben konnten, entwickelte sich später insbesondere durch den Druckerhersteller Seiko-Epson ein komplexer Steuercode für Nadeldruck, genannt Epson Standard Code for Printers ESC/P. Dieser beinhaltet:
- Fontumschaltung
- Schriftauszeichnung
- Zeichensätze umstellen
- Grafik ausgeben
- Geschwindigkeiten/Qualitätsstufen umstellen
- Papierbewegungen ausführen
- Piepsen/Glocke
- Papierende-Erkennung aus/ein
- Tabulatoren setzen und anfahren
- Breit-, Fett-, Italic-, Unterstrichen, Durchgestrichen
- ... und vieles andere mehr

## Farbe und Grafik

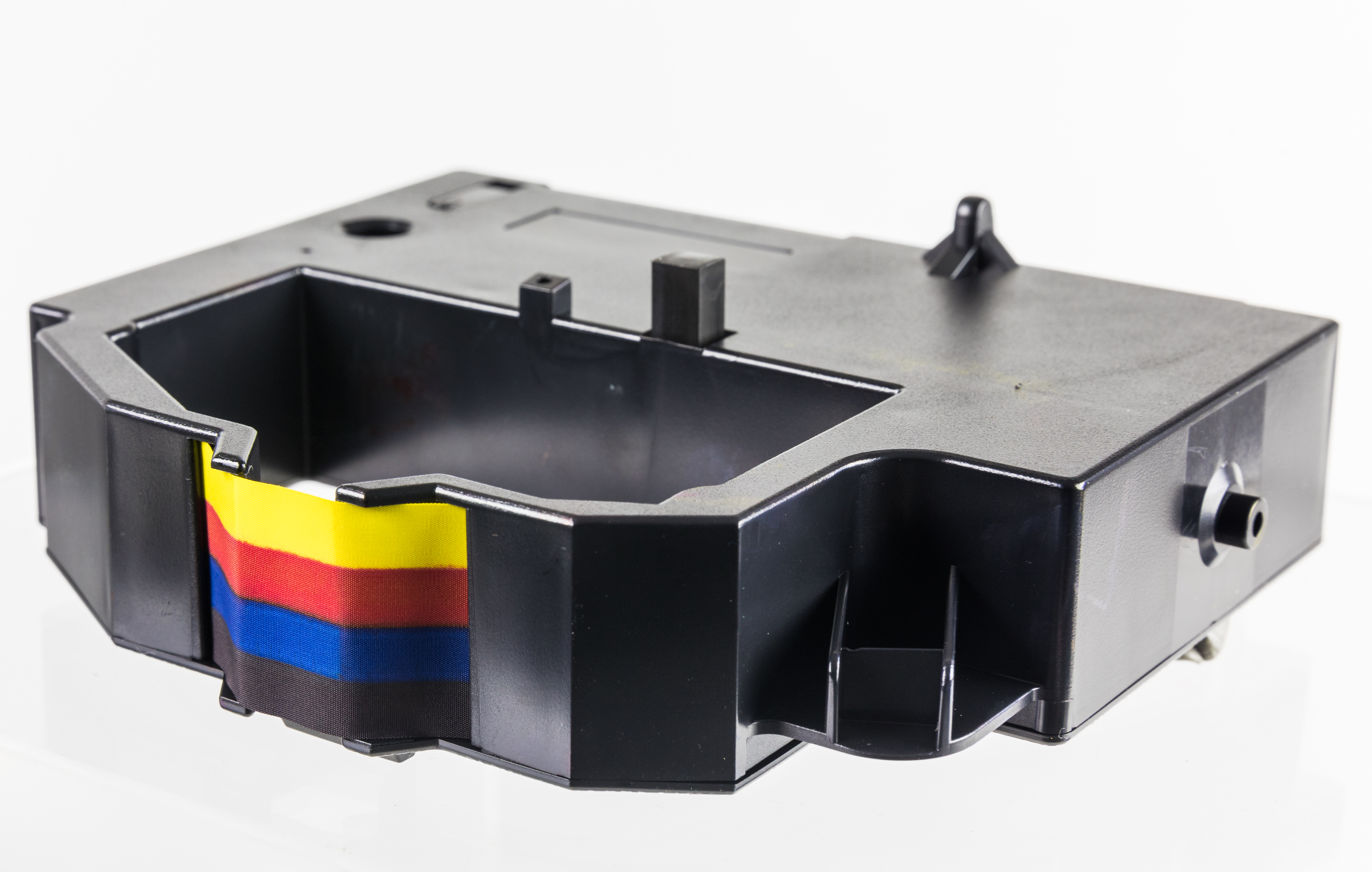
Textilfarbband mit den Farben Schwarz, Blau, Rot und Gelb

Nadeldrucker können je nach Typ sowohl Text als auch Grafiken monochrom und in Farbe drucken. Im letzten Fall besteht das Farbband aus den Farben Blaugrün (Cyan), Purpur (Magenta), Gelb und Schwarz (Key plate, dt. „Schlüsselplatte“) (CMYK, siehe auch subtraktive Farbmischung), welche in Spuren auf dem Band nebeneinander angeordnet sind. Der Drucker kann durch vertikales Verschieben des Farbbandes auf die entsprechende Spur die jeweilige Farbe auswählen. Zur Darstellung eines Matrixpunktes in einer bestimmten Farbe muss die Nadel entsprechend nacheinander mit der jeweiligen Farbbandauswahl an der gleichen Stelle angesteuert werden. Von den Grundfarben abweichende Mischfarbtöne sind nur unter Verwendung eines Diffusionsmusters (engl. Dithering) darstellbar. Aufgrund der durch die Technologie bedingten mangelnden Auflösung und der unzureichenden Wiederholgenauigkeit erreichen Nadeldrucker mit dieser Methode bei weitem nicht die Farbtreue eines Tintenstrahldruckers.

## Heutige Verwendung
Während Typenraddrucker kaum noch Verwendung finden, findet man den ähnlich zuverlässigen und robusten Nadeldrucker noch häufig in Firmen, Arztpraxen, Grundbuchämtern, Anwaltskanzleien, Notariaten, Staatskanzleien und in Banken wie Sparkassen im Kassengeschäft. Vorteil gegenüber Tintenstrahl- oder Laserdruckern ist, dass Formulare aus Durchschreibepapier bedruckt werden können, da durch den mechanischen Andruck alle Ausfertigungen gleichzeitig bedruckt werden.
Nadeldrucker werden auch in Fahrscheinentwertern, Kaufhauskassen und Parkautomaten verwendet, da sie wenig Wartung erfordern und die Ausdrucke beständig sind. Für diese Einsatzgebiete werden allerdings auch sehr häufig Thermodrucker verwendet, weil bei diesen Geräten das Verbrauchsmaterial Farbband nicht mehr notwendig ist. Des Weiteren werden Nadeldrucker wegen ihrer Robustheit in staubigen Werkshallen oder auf Baustellen eingesetzt.
Der weitaus häufigste Einsatzbereich auch heute noch sind sogenannte Protokolldrucker in großen Firmen oder in Systemen mit hohen Sicherheitsanforderungen. Die einzelnen Protokolle, z. B. von Schaltzuständen in Schaltanlagen, werden nicht nur digital gesichert, sondern auch gegen nachträgliche Veränderung immun als sofortiger Ausdruck.

## Vorteile
- Drucken mit Durchschlägen möglich
- jede Art von Papier bedruckbar
- geringe Verbrauchskosten (Farbband)
- wartungsarm
- dokumentenecht
- kann Endlospapier bearbeiten
- wasserfester Ausdruck
- hohe Lebensdauer
- zeilenweiser Druck möglich
- Drucken mit Endlosschleifen

## Nachteile
- Hoher Lärmpegel
- im Vergleich zu heute üblichen Druckverfahren (Tinten-/Laserdrucker) geringe Druckgeschwindigkeit
- Wechselnde Druckqualität (vom Zustand des Farbbandes abhängig)
- Charakteristisch gerastertes „Computer“-Druckbild
- Schlechte Farbwiedergabe
- Durch die geringen Fertigungszahlen mittlerweile hoher Anschaffungspreis
- Wärmeentwicklung des Druckkopfes bei Dauerbetrieb
- Mittels spezieller Software „abhörbar“[7]